# شيري بال
شيري بال هي متزلجة فنية كندية، ولدت في 15 فبراير 1974 في سانت توماس في كندا.

## وصلات خارجية
- شيري بال على موقع أوليمبيديا (الإنجليزية)